# Oedonia zihuatanejensis
Oedonia zihuatanejensis är en fjärilsart som beskrevs av Vazquez 1951. Oedonia zihuatanejensis ingår i släktet Oedonia och familjen säckspinnare. Inga underarter finns listade i Catalogue of Life.